# Tríptic del Baptisme de Crist
El Tríptic del Baptisme de Crist és un tríptic del pintor anomenat Mestre de Frankfurt realitzat entre 1500 i 1520. El tríptic es troba dipositat al Museu Nacional d'Art de Catalunya i ingressà com a llegat d'Emili Cabot el 1924.

## Descripció
En el compartiment central hi ha el baptisme de Crist per sant Joan Baptista, que està acompanyat per l'arcàngel Miquel, també present en el batent esquerre en el moment de la pesada de les ànimes, mentre que al batent dret hi ha un episodi de l'hagiografia de sant Francesc d'Assís. A la part exterior de les dues portelles apareixen les figures de l'arcàngel Gabriel i la Mare de Déu en el moment de l'Anunciació.

## Anàlisi
El programa representat gira al voltant de la idea de la redempció i la renovació en la fe que suposa l'acte del baptisme. Per la mida de l'obra i per l'escut heràldic que hi ha a l'angle superior dret d'una de les portelles, es degué tractar d'un encàrrec privat, destinat a presidir una capella familiar en un temple.
Des del punt de vista formal, l'obra és una manifestació paradigmàtica del treball del Mestre de Frankfurt, pintor flamenc que deu el seu apel·latiu a dos tríptics que es conserven en aquesta ciutat alemanya. La plàstica de l'artista empra solucions i fórmules eclèctiques: la composició de la taula central deriva d'un gravat de Martin Schongauer, i recorda obres de Gerard David; la tipologia de l'arcàngel Gabriel evoca models gestats en el taller dels germans Van Eyck, i també fou reinterpretada per Rogier van der Weyden i el Mestre de Flémalle.